# Valie Export
Valie Export (właściwie Waltraud Lehner, ur. 17 maja 1940 w Linzu) – austriacka artystka intermedialna, performerka, akcjonistka, autorka filmów. Mieszka i pracuje w Wiedniu.
Studiowała w szkole projektowania tkaniny w Wiedniu. Aktywna na scenie artystycznej od 1965 roku. Autorka akcji w przestrzeni publicznej. Przedstawicielka akcjonizmu wiedeńskiego. Tworzy prace wideo, fotografie, instalacje, obiekty, rzeźby, pisze o sztuce i feminizmie. Jej twórczość często reprezentuje postawę radykalną, szczególnie gdy podejmuje tematy związane z ciałem, płcią. Jest wykładowcą w szkole artystycznej Kunsthochschule für Medien w Kolonii.
Sztuka Valie Export powstała na fali przemian w kulturze lat 60. zwróconych przeciw elitarnemu pojęciu sztuki. W 1967 r. powstała postać Valie Export. Artystka odrzuciła swoje nazwisko, przyjmując sobie nazwę najpopularniejszej marki austriackich papierosów „Smart Export” (zdjęcie z paczką papierosów stało się jej artystycznym znakiem). W akcjach często posługiwała się własnym ciałem. Do najbardziej charakterystycznych należą: akcja w której przeprowadzała przez ulicę artystę Petera Weibla jako psa na smyczy, oraz Tapp und Tastkino (gdzie autorka chodziła po ulicy z zawieszoną na nagich piersiach skrzynką z otworem na dłonie, zachęcając przechodniów do kontaktu). Jej prace były komentarzem do wizerunku ciała w kulturze, zwróceniem uwagi na obszary wykluczenia, tabu ciała, sytuacje kobiet.
W roku 2000 została laureatką Nagrody im. Oskara Kokoschki.